# Ридзетти, Педро
Педро Ридзетти (порт.-браз. Pedro Rizzetti; 25 июня 1907, Сан-Паулу — 19 марта 1986), в некоторых источниках Ридзети (порт.-браз. Rizzeti), более известный как Пепе (порт.-браз. Pepe) — бразильский футболист, защитник и полузащитник.

## Карьера
Пепе начал карьеру в клубе «Палестра Италия», где дебютировал 27 июня 1926 года в матче чемпионата штата Сан-Паулу c «Ипирангой» (3:1). В том же году он выиграл этот турнир, а затем победил в специальном розыгрыше первенства. В 1927 году Пепе помог команде выиграть ещё один чемпионат штата Сан-Паулу. 27 июля 1930 года футболист забил первый мяч за клуб, поразив ворота «Коринтианса». Всего за клуб Пепе провёл 100 матчей и забил 6 голов. В августа 1931 года полузащитник в составе группы бразильских футболистов итальянского происхождения приехал выступать за «Лацио». Группа состояла из четырёх игроков — Армандо Дел Деббио, Анфилоджино Гуаризи, Андре Эмануэла Тедеско и самого Пепе. Все они сыграли первый матч против клуба «Травестере». 20 сентября футболист провёл первую официальную игру за «Лацию», в которой команда проиграла «Торино» со счётом 1:3. За клуб он выступал три сезона, проведя по одним данным 47 матчей или 45 матчей. 22 апреля 1934 года Пепе сыграл последнюю встречу за «Лацио» c «Казале» (2:1).

## Статистика

### Клубная
| Сезон     | Команда         | Игры | Голы |
| --------- | --------------- | ---- | ---- |
| 1926      | Палестра Италия | 4    | 0    |
| 1927      | Палестра Италия | 29   | 0    |
| 1928      | Палестра Италия | 2    | 0    |
| 1929      | Палестра Италия | 17   | 0    |
| 1930      | Палестра Италия | 33   | 5    |
| 1931      | Палестра Италия | 15   | 1    |
| 1931/1932 | Лацио           | 28   | 0    |
| 1932/1933 | Лацио           | 3    | 0    |
| 1933/1934 | Лацио           | 16   | 0    |

### Международная
| Матчи Пепе за сборную Бразилии | Матчи Пепе за сборную Бразилии | Матчи Пепе за сборную Бразилии | Матчи Пепе за сборную Бразилии | Матчи Пепе за сборную Бразилии | Матчи Пепе за сборную Бразилии | Матчи Пепе за сборную Бразилии |
| ------------------------------ | ------------------------------ | ------------------------------ | ------------------------------ | ------------------------------ | ------------------------------ | ------------------------------ |
| №                              | Дата                           | Место проведения               | Оппонент                       | Счёт                           | Голы                           | Турнир                         |
| 1                              | 1 августа 1930                 | Рио-де-Жанейро                 | Франция                        | 3:2                            | —                              | Товарищеский матч              |
| 2                              | 2 июля 1931                    | Сан-Паулу                      | Ференцварош                    | 6:1                            | —                              | Товарищеский матч              |

## Достижения
- Чемпион штата Сан-Паулу: 1926, 1927